# Polyrhachis gamaii
Polyrhachis gamaii är en myrart som beskrevs av Santschi 1917. Polyrhachis gamaii ingår i släktet Polyrhachis och familjen myror. Inga underarter finns listade i Catalogue of Life.